# Dolichopus mucronatus
Dolichopus mucronatus är en tvåvingeart som beskrevs av Becker 1917. Dolichopus mucronatus ingår i släktet Dolichopus och familjen styltflugor. Inga underarter finns listade i Catalogue of Life.